# Della Duck
Vịt Della hay Della Duck tên đầy đủ: Della Thelma Duck (đôi khi có tên Dumbella Duck) là một nhân vật hoạt hình được Al Taliaferro và Ted Osborne tạo ra năm 1937. Cô là thành viên cốt lõi của Gia đình Duck của Disney, với vị thế là cháu gái của Scrooge McDuck, chị em sinh đôi với Donald Duck và là mẹ của Huey, Dewey và Louie Duck. Della là một con vịt trắng hình người có mỏ và chân màu vàng-cam.
Cô ấy là một trong những nhân vật chính của DuckTales phiên bản 2017, với trang phục là một chiếc mũ phi công, một cái áo khoác bay, khăn quàng cổ màu xanh nhạt và quần nâu, cùng với một cái chân robot lúc trưởng thành. Della nổi tiếng với tinh thần phiêu lưu mạo hiểm của một nữ thám hiểm. Della là một người bị cụt chân trong series 2017, và cô là một hình mẫu tích cực cho những phụ nữ khác và những người khuyết tật.

## Lịch sử
Della Duck được nhắc đến lần đầu tiên trong truyện tranh Donald Duck năm 1937 dưới tên gọi "Cousin Della". Lần được nhắc đến thứ hai, và là lần đầu tiên trên màn ảnh, là trên phim hoạt hình ngắn "Donald's Nephews" (1938) với tên gọi "Sister Dumbella". Trước khi được ra mắt trong series DuckTales năm 2017, Della chưa bao giờ xuất hiện trong bất kỳ bộ phim hoạt hình hoặc phim truyền hình nào, và chỉ xuất hiện hạn chế trong truyện tranh Disney. Vì vậy, về cơ bản, hầu như không có bất kỳ thông tin gì về nhân vật này trước năm 2017.

### Giai đoạn đầu của nhân vật
Della Duck xuất hiện lần đầu tiên trong truyện tranh Chủ Nhật Donald Duck bản ngày 17 tháng 10 năm 1937, trong đó cô viết một lá thư giải thích cho Donald rằng cô sẽ gửi các con trai của mình đến ở với anh. Lần xuất hiện đầu tiên này mô tả Della là em họ của Donald, mặc dù những mô tả sau này cho biết cô ấy là chị em gái của Donald. Một năm sau, Della được nhắc đến theo cách tương tự trong phim hoạt hình Donald's Nephews (1938). Bộ phim hoạt hình này đánh dấu sự ra đời của ba người con trai của Della (và các cháu trai của Donald), Huey, Dewey và Louie Duck, và mở đầu bằng cảnh Donald nhận được một tấm bưu thiếp từ Della (ghi địa chỉ "Dear Brother" và ký tên "Sister Dumbella"), cho biết rằng ba đứa cháu đang đến thăm anh ấy.
Della xuất hiện là một đứa trẻ trong series The Life and Times of Scrooge McDuck (thập niên 1990), trong đó cô và Donald mặc bộ đồ thủy thủ giống hệt nhau. Cô cũng được Don Rosa đưa vào cây gia phả nhà Duck. Lần xuất hiện đầu tiên của cô trong truyện tranh lúc trưởng thành là trong truyện tranh Donald Duck bằng tiếng Hà Lan năm 2014, 80 is Prachtig!, kỷ niệm sinh nhật lần thứ 80 của Donald. Trong truyện tranh này, Donald cuối cùng đã kể cho các cháu trai câu chuyện về mẹ của chúng trong những đoạn hồi tưởng: Della được miêu tả là một phi công thử nghiệm thành công, là người phụ nữ đầu tiên bay qua Đại Tây Dương và bị mắc kẹt trong không gian sau khi bay thử một tên lửa vô tình đẩy cô lên gần tốc độ ánh sáng.

### Thời thơ ấu trong truyện tranh tiếng Hà Lan (2017)
Suốt năm 2017, Della xuất hiện hàng tháng trong bộ truyện tranh Donald Duck bằng tiếng Hà Lan. Cô xuất hiện trong tổng cộng 22 truyện, bắt đầu với "Donalds eerste schaatsles" ("Donald's First Skating Lesson") xuất bản tháng 1, đến "Donalds eerste skiles" ("Donald's First Skiing Lesson") xuất bản tháng 12. Những câu chuyện về Della chủ yếu tập trung vào thời thơ ấu của cặp song sinh, ngoại trừ hai câu chuyện được xuất bản vào tháng 3, "Donalds eerste liedje" ("Donald's First Song") và "Donalds eerste afspraakje" ("Donald's First Date"), khi cả hai tiến gần hơn đến tuổi thiếu niên. Sau đó, Della xuất hiện trở lại vào tháng 6 năm 2019 trong truyện "Haring met roomijs" ("Herring and Ice Cream") của bộ truyện Donnie Duck, xoay quanh thời thơ ấu của Donald.

### DuckTales(2017–2021)

Della Duck trong DuckTales 2017.

Della đóng một vai nổi bật, mặc dù ban đầu ngoài màn ảnh, trong series truyền hình DuckTales 2017. Cô là mẹ của các nhân vật chính Huey, Dewey, and Louie. Trong mùa 1, cô được tiết lộ là một phi công lành nghề và là đồng đội phiêu lưu dũng cảm của chú Scrooge McDuck và anh em trai sinh đôi Donald. Della xuất hiện lần đầu tiên trong loạt phim ở cuối tập mở màn "Woo-oo!", trên một bức tranh mà Dewey phát hiện ra. Dewey nhận thấy một người giống mẹ mình ở góc trên bức tranh, đang chiến đấu với bọn cướp biển cùng với Scrooge và Donald. Phát hiện này khởi đầu một cuộc tìm kiếm, đầu tiên là của Dewey và Webby Vanderquack, trước khi cuối cùng liên quan đến cả ba anh em, để tìm thông tin về mẹ của họ và sự mất tích của cô. Điều này tạo thành bí ẩn trung tâm của mùa đầu tiên của chương trình.
Lần xuất hiện đầu tiên của Della khi trưởng thành ở Hoa Kỳ là vào tháng 11 năm 2017, trong loạt truyện hồi tưởng số 2 và số 3 của truyện tranh DuckTales do IDW xuất bản, gắn liền với loạt phim truyền hình phiên bản 2017. Della được miêu tả đầy đủ lần đầu tiên trong phim hoạt hình, một lần nữa trong đoạn hồi tưởng, trong tập DuckTales mùa 1 "Last Crash of the Sunchaser!". Trong đó Scrooge kể câu chuyện về Della Duck với Huey, Dewey, và Louie: Della phát hiện ra một chiếc tên lửa mà Scrooge đang chế tạo như một món quà cho cô ấy, nhưng cô đã lén lút phóng nó và vướng vào một cơn bão vũ trụ. Della được cho là đã lạc vào vực thẳm vũ trụ sau khi Scrooge tiến hành một chiến dịch giải cứu quy mô và tốn kém, nhưng cuối cùng vẫn không thể tìm được cô.
Ngày 18 tháng 8 năm 2018, trong tập cuối cùng của DuckTales mùa 1 ("The Shadow War!"), Della chính thức xuất hiện lần đầu tiên khi cô xem bản tin về gia đình mình, cho thấy cô vẫn sống sót sau cơn bão vũ trụ và đang sống trong phần còn lại của chiếc tên lửa. Della Duck xuất hiện định kỳ trong mùa 2 của loạt phim, bắt đầu với tập "Last Christmas!", một tập du hành thời gian mô tả phiên bản trẻ hơn của Della và Donald. Trong tập này, Donald có lúc gọi Della là "Dumbella", có ý xúc phạm nhưng cũng ám chỉ đến tên thay thế của Della từ những năm 1930.
Tháng 2 năm 2019, Disney bắt đầu quảng bá, như một sự kiện đặc biệt, buổi ra mắt tập đầu tiên của DuckTales tập trung vào Della. Tập phim hứa hẹn sẽ tiết lộ đầy đủ những gì đã xảy ra với Della lần đầu tiên kể từ khi cô bị lạc trong không gian. Tập phim có tựa đề "What Ever Happened to Della Duck?!" và lên sóng vào ngày 9 tháng 3 năm 2019. The A.V. Club đánh giá tập phim "ly kỳ, bi thảm, mạnh mẽ và đầy quyết đoán" và viết rằng nó đã "đi vào vấn đề cốt lõi của Della với tư cách là một nhân vật ngay cả trước khi tiêu đề xuất hiện trên màn ảnh". Entertainment Weekly đã đưa tập này vào danh sách cuối năm gồm 30 tập phim truyền hình hay nhất năm 2019, ca ngợi sự tiết lộ về Della Duck và viết rằng "suốt thời gian qua, DuckTales đã che giấu nhân vật xuất sắc nhất của mình ngoài màn ảnh". Sau đó, Della đã quay trở về Trái Đất trong chiếc Spear of Selene đã được sửa chữa, nhưng rồi cô lại gặp khó khăn khi cố gắng hòa hợp với ba đứa con của mình, bởi cô ấy không có kinh nghiệm thực tế khi là một người mẹ. Với lại, thái độ của cô ấy tập trung hơn vào việc cố gắng gắn kết với họ với vai trò là "người mẹ tuyệt vời". Nửa sau của mùa khám phá vai trò khác của cô, chẳng hạn như khuyến khích Huey khám phá các hoạt động đa dạng hơn và cấm túc Louie sau kế hoạch làm giàu nhanh chóng mới nhất của anh ta nhằm đánh cắp những kho báu bị mất trong quá khứ, và việc này gần như gây ra một nghịch lý nghiêm trọng về thời gian. Trong tập cuối của mùa 2, người Mặt Trăng cố gắng thực hiện một cuộc xâm lược bằng công nghệ được thiết kế ngược từ tên lửa của Della. Mặc dù Della cố gắng đưa các con mình bỏ trốn, Donald, quay trở lại trên một hòn đảo hoang, thuyết phục cô tham gia cùng mọi người chống lại cuộc xâm lược. Kết quả là tàu mẹ của người Mặt Trăng mắc kẹt trên quỹ đạo giữa Trái Đất và Mặt Trăng trong khi phần còn lại của quân xâm lược đầu hàng.
Tập "What Ever Happened to Della Duck?!" tiết lộ rằng Della buộc phải cắt cụt một bên chân của mình do bị thương trong vụ tai nạn tên lửa và cô ấy đã chế tạo một chiếc chân robot giả để thay thế. Những người tham gia chương trình DuckTales đã tham khảo ý kiến của Amputee Coalition về cách thể hiện Della như một người bị cụt chi. Nhà sản xuất chương trình Francisco Angones giải thích rằng điều quan trọng là chấn thương và việc cắt cụt chi của Della không định nghĩa được cô ấy, và rằng thay vì chỉ đơn giản miêu tả cô ấy là "người hùng bị cụt chân", ông ấy muốn chương trình làm rõ rằng "cô ấy là một người phải đeo chân giả và cô ấy đang phải đối mặt với tình trạng mất đi chân tay, nhưng cô ấy cũng đang phải đối mặt với rất nhiều thứ khác".
Della sử dụng một trong những cụm từ đặc trưng của anh trai cô, "Aw, phooey!". Giống như Donald, cô ấy cũng khá nóng nảy và có thể sử dụng cụm từ này để biểu thị rằng cô đã từ bỏ điều gì đó mà cô đang cố gắng làm (chẳng hạn như khi cô ấy nhận ra rằng mình không thể kéo chân mình khỏi đống đổ nát của tên lửa), hoặc nhận ra mọi thứ sau đó đã trở thành một sai lầm khủng khiếp (chẳng hạn như sau khi vô tình đánh thức một kẻ thù robot cổ đại). Ngoài ra, để phản ánh thái độ không thể ngăn cản của mình, Della cũng có câu cửa miệng đặc trưng của riêng mình, "Nothing can stop Della Duck!".

## Đặc điểm

### Lồng tiếng
Lời nói đầu tiên của Della xuất hiện trong tập cuối cùng của mùa 1 DuckTales 2017. Paget Brewster lồng tiếng cho Della trong tập cuối này trước cô khi tham gia dàn nhân vật DuckTales với tư cách là nhân vật xuất hiện định kỳ trong mùa 2 và nhân vật chính trong mùa 3. Brewster nói với Entertainment Weekly rằng cô ấy thực sự muốn có vai diễn này và muốn được tham gia đoàn làm phim DuckTales. Cô nói rằng "thật thú vị khi có thể trở thành một phần trong việc tạo ra cốt truyện [của Della] và định nghĩa cô ấy là ai". Ban đầu, Brewster lo lắng rằng, vì Della là chị em song sinh với Donald Duck, cô ấy có thể được yêu cầu lồng giọng giống Donald cho nhân vật, và cô nói với Entertainment Tonight rằng "Tôi không thể làm được."
Entertainment Weekly nói rằng Brewster "làm cho Della Duck nghe giống như ai đó đang tạo ra nhiên liệu tên lửa bằng năng lượng thuần túy". Kể từ khi lồng tiếng cho Della trong lần xuất hiện chính thức đầu tiên của cô ấy, Brewster đã được khen ngợi về diễn xuất của cô ấy cho vai diễn này. Den of Geek viết rằng "cống hiến tuyệt vời của Paget Brewster" đã giúp xây dựng "tinh thần phiêu lưu và tình yêu thương vào Della", trong khi The A.V. Club viết rằng Brewster đang "thổi hồn vào Della qua mỗi dòng đọc say mê, biến cô ấy trở thành một sự bổ sung hoàn hảo cho dàn nhân vật." Paget Brewster đã được đề cử Giải Daytime Emmy năm 2020 với hạng mục Nữ diễn viên xuất sắc trong chương trình hoạt hình cho vai diễn nhân vật Della Duck.

### Tính cách
Della Duck là một ví dụ phi thường về một nhân vật nữ mạnh mẽ, bởi vì cô ấy cũng có nhiều khuyết điểm. Đây không phải là một bức vẽ hoàn hảo về một người nào bất kỳ, mà là một nhân vật thú vị, sâu sắc và tôi nghĩ nó mang đến cho bọn trẻ cơ hội để thấy rằng bạn không phải lúc nào cũng cần phải đúng, phải hoàn hảo, hay phải là một siêu anh hùng. Bạn có thể có điểm mạnh và cũng có thể có điểm yếu, và cả hai đều có giá trị như nhau nếu bạn thành thật với con người thật của mình và cố gắng hết sức có thể. Và bởi vậy, tôi nghĩ Della Duck chính là hiện thân của điều đó.— Paget Brewster, lồng tiếng cho Della Duck, trả lời phỏng vấn của Entertainment Tonight

Mọi hiểu biết về tính cách của Della là cực kỳ ít ỏi tính đến trước series DuckTales 2017. Trong truyện tranh Hà Lan 80 is Prachtig!, Della được miêu tả trong đoạn hồi tưởng là một phi công dũng cảm và thích phiêu lưu. Trên thực tế, lần đầu tiên cô tuyên bố muốn trở thành phi công cùng lúc với khi Donald của cô tuyên bố muốn trở thành thủy thủ. Những thành tựu của Della với tư cách là một phi công bao gồm việc trở thành nữ phi công đầu tiên bay qua Đại Tây Dương, bay với vai trò là một phi công thử nghiệm (và hạ cánh thành công một chiếc máy bay bốc cháy) và lái một chiếc tên lửa thử nghiệm. Cô cũng được miêu tả là người quan tâm và luôn nhớ nhung gia đình mình khi đi phiêu lưu. Do ảnh hưởng của sự giãn nở thời gian trong chuyến du hành tên lửa gần tốc độ ánh sáng của Della, vậy nên trong khi Huey, Dewey và Louie sống với Donald trong vài năm, Della tin rằng cô ấy mới đi chưa đầy một giờ. Thông qua đường truyền vô tuyến, Della tiết lộ rằng cô rất háo hức hoàn thành chuyến bay thử nghiệm của mình và trở về nhà với các con trai của mình mà không biết rằng thời gian trên Trái Đất sẽ trôi qua thêm vài năm nữa khi cô tiếp tục hành trình.
Trong DuckTales 2017, Della cũng được miêu tả tương tự là một phi công thích phiêu lưu và là một người mẹ chăm sóc và yêu thương gia đình mình, nhưng đồng thời chương trình cũng chứng minh rằng Della có những đặc điểm tính cách giống với người thân của cô trong loạt phim mới. Giống như Donald, Della có tính khí thất thường. Ví dụ, sau khi nhìn thấy hình minh họa chế nhạo của Gyro Gearloose trong sách hướng dẫn sử dụng tên lửa, Della nổi cơn thịnh nộ. Cô không chỉ xé toạc quyển sách mà còn dẫm nát đống giấy vụn còn sót lại. Della cũng có chung những đặc điểm tính cách với các con trai của mình, bao gồm cả sự dũng cảm và tinh nghịch của chúng. Những đặc điểm chung này giúp chúng chấp nhận và gắn bó với Della khi mẹ mình trở về. Giống như con trai Huey của mình, Della là một Junior Woodchuck, bằng chứng là cô ấy đã mang theo Sách hướng dẫn Junior Woodchuck của mình lên Mặt Trăng và đọc thuộc lòng các quy tắc của Junior Woodchuck. Della cũng mang trong mình tinh thần phiêu lưu của Dewey và sự thông minh trong ăn nói nhanh nhẹn của Louie, và cũng có xu hướng gây rắc rối mà không màng đến hậu quả.
Hơn nữa, Della còn tỏ ra là một người có thái độ không thể ngăn cản. Điều này biểu hiện khá sớm từ tập "What Ever Happened to Della Duck?!", mở đầu bằng cảnh Della làm rơi tên lửa của mình trên Mặt Trăng và chợt tỉnh khi thấy chân mình bị mắc kẹt bên dưới đống đổ nát. Sau khi xem bức ảnh gia đình và đánh giá tình hình, cô xác định đống đổ nát quá nặng để kéo chân mình ra, vậy nên cô phải cắt bỏ chân mình và khẳng định mục tiêu trở về nhà. Theo mô tả của nhà sản xuất DuckTales Francisco Angones, "Della sẽ quét bay mọi điều kỳ quặc, và cô ấy sẽ chịu trách nhiệm về các quyết định của mình. Cô đã lựa chọn cắt bỏ chân của mình [trên Mặt Trăng], và điều đó đã chứng minh rằng không gì có thể ngăn cản cô ấy".
Cho dù mang trong mình sự ngoan cường và quyết tâm, sau khi trở về nhà, Della lại phải vật lộn với việc tái hòa nhập nền văn minh và gia đình mình. Mặc dù Della có nhiều kinh nghiệm làm nhà thám hiểm, nhưng cô lại có ít kinh nghiệm làm mẹ và cần thời gian để thích nghi với trách nhiệm của một người mẹ. Các nhà đồng sản xuất DuckTales Angones và Matt Youngberg cho biết họ muốn thông qua Della để miêu tả việc làm mẹ khó khăn nhưng cũng xứng đáng như thế nào. Tập "The Lost Harp of Mervana!" tiết lộ rằng Della mắc hội chứng ichthyophobia (hội chứng sợ cá), thông qua hành vi và thái độ ghê tởm cá cực độ của mình.